# 스키전

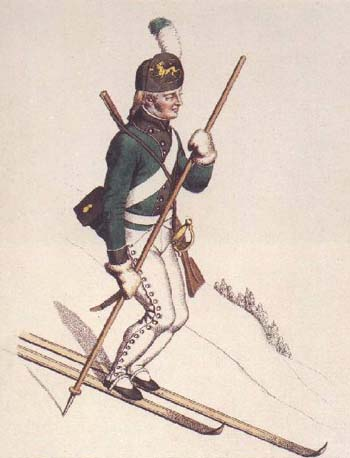
스키를 탄 노르웨이 병사, 1801년

스키전(영어: Ski Warfare)은 눈이 많아 이동하기 힘든 지역에서 스키를 타고서 교전하는 것을 말한다. 일반적으로 스키전을 수행하기 위해 스키부대가 편성되고 있다. 특히 추운 날씨를 보이고 있는 러시아나 핀란드, 노르웨이에 많이 편성되어 있다.

## 역사

### 나폴레옹 전쟁
1807년부터 1814년까지 지속된 나폴레옹 전쟁 기간 동안에 덴마크인과 노르웨이인으로 구성(대부분이 노르웨이인)된 스키부대가 조직되어 스웨덴에 맞서 싸운 이력이 있다. 하지만 나폴레옹은 실패했다

### 제1차 세계 대전
제1차 세계 대전 기간 동안에 이탈리아 왕국군에서 88개의 알피니 대대가 조직되었으며, 알프스의 정상 부분에서 전쟁을 수행하는 것이 이들의 목적이었다. 전쟁 이후 대부분이 해체되었으며, 현재에는 제4알피니낙하산병연대, 제5알피니연대, 제6알피니연대, 제7알피니연대의 4개 알피니 연대(이탈리아어: Reggimento Alpini)) 예하에 9개의 대대 만이 남아 있다.

### 제2차 세계 대전

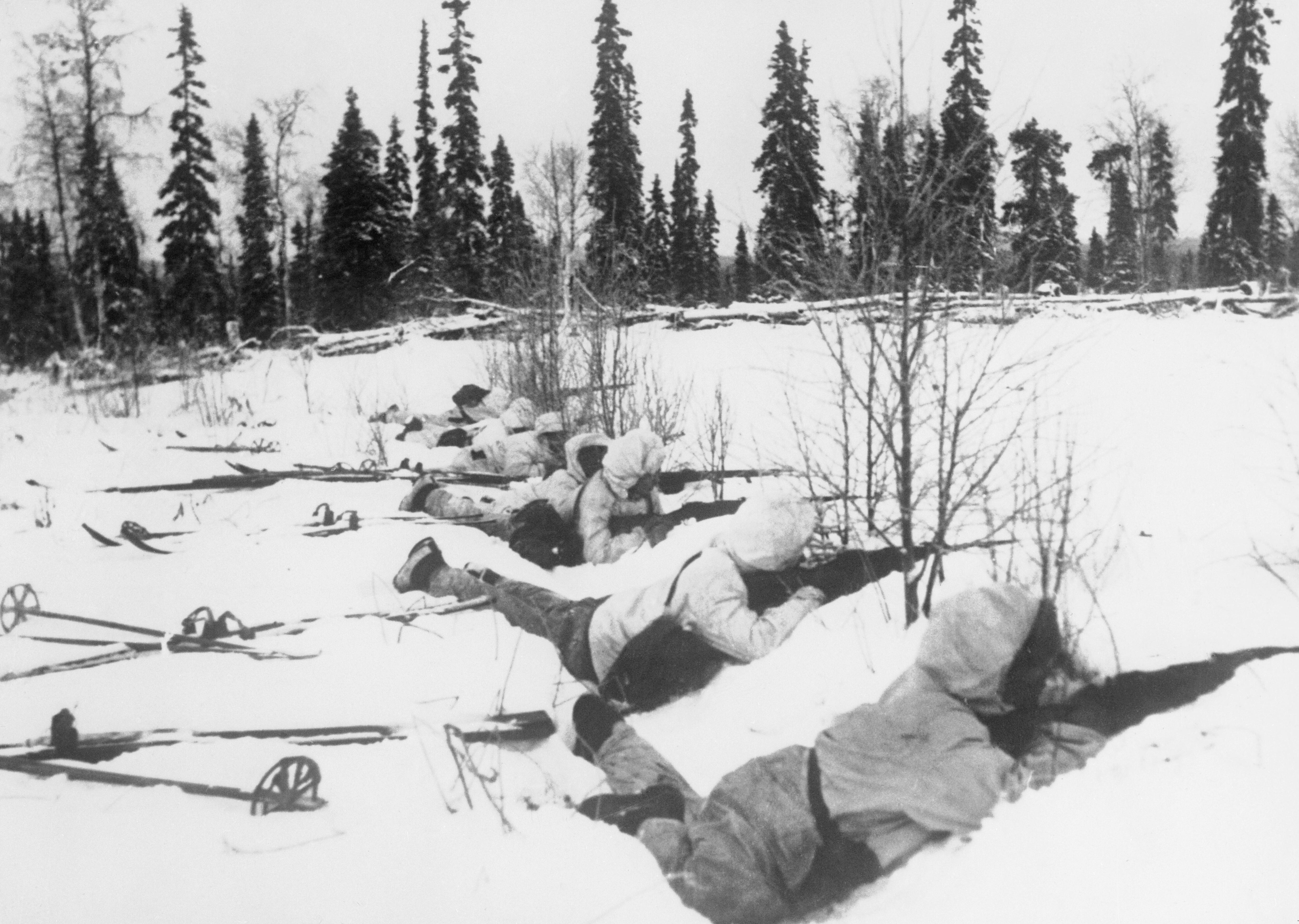
핀란드 북부 지방에서의 핀란드 스키 부대. 1940년 1월 촬영.

1939년 겨울 동안 핀란드와 소련 간의 전쟁에 스키부대가 활용되었다. 핀란드의 스키부대는 기갑 장비를 갖춘 소련 부대에 맞서 도로망이 갖추어지지 않은 삼림 지대에서 맹활약을 펼쳤다. 이 전쟁의 분수령이라 할 만한 수오무살미 전투(Suomussalmi)에서 겨우 11,000명 규모 병력의 핀란드 부대는 45,000명 규모의 소련 부대를 전멸시켰다. 이 전쟁으로 인한 영향으로 추정되건대, 소련 측에서는 이 전투 이후 제2차 세계 대전 기간 동안 수 차례 스키부대를 파견시켰으며, 이들 부대는 특히 1941년 10월 모스크바 공방전에서 히틀러의 침공으로부터 소련을 지켜내는 데 큰 역할을 하였다.
1940년 노르웨이 측의 군사작전 당시 이동 수단으로 스키와 썰매가 가장 널리 쓰였으며, 특히 거너사이드 작전에서 제1노르웨이 독립중대가 당시 독일이 핵 발전 프로그램의 일부로써 노르웨이의 류칸 베모르크에 가동 중이었던 중수 공장과 수력 발전소를 파괴하는 작전을 수행하는 데 스키를 활용하였다. 또한 레바논의 산악 지대에서 호주 측이 비시 프랑스 부대를 상대하는 데 스키부대가 활용되기도 하였다.
이 기간 동안에는 미국 육군의 제10산악사단이 창설되어 산악전과 스키전을 수행하도록 훈련받기도 하였으며, 이들은 1943년 9월부터 1945년 5월까지 지속된 이탈리아 전투에 파견된 이력이 있다.

## 같이 보기
- 겨울 전쟁
- 산악전부대 목록